# پژوهشگاه بین‌المللی زلزله‌شناسی و مهندسی زلزله
پژوهشگاه بین‌المللی زلزله‌شناسی و مهندسی زلزله یک مؤسسه پژوهشی بین‌المللی مستقر در ایران است. این مؤسسه در نتیجه ۲۴امین کنفرانس عمومی یونسکو و با تصویب دولت ایران در سال ۱۹۸۹ میلادی تشکیل شد. این مؤسسه تحت وزارت علوم، تحقیقات و فناوری، اما به صورت مستقل تشکیل شد.
هر ساله رتبه‌های برتر کنکور ارشد عمران و زمین‌شناسی و فیزیک در گرایش‌های مربوطه در این پژوهشگاه پذیرفته می‌شوند. پژوهشگاه زلزله از لحاظ تجهیزات آزمایشگاهی زلزله رتبه اول کشور را دارد و همواره فضای تحقیقاتی مناسبی برای دانشجویان فراهم می‌کند.

## وظایف پژوهشگاه
وظایف پژوهشگاه در زمینه‌های لرزه‌زمین‌ساخت، زلزله‌شناسی، مهندسی ژئوتکنیک، مدیریت بحران، مهندسی سازه، اطلاع‌رسانی، فناوری و خدمات مشاوره‌ای عبارتند از:
- مطالعه و تحقیق جامع تحلیلی، تجربی، صحرایی و دستگاهی با هدف شناخت بهتر و دقیق‌تر چشمه‌های لرزه‌ای (گسل‌ها)، پوسته ایران‌زمین، لرزه‌خیزی، خطر زمین‌لرزه، پهنه‌بندی، تهیه انواع نقشه‌های مربوط و تدوین کاتالوگ داده‌های زلزله.
- ایجاد، توسعه و بهبود شبکه ملی لرزه‌نگاری باند پهن کشور و دیگر شبکه‌های لرزه‌نگاری و شتابنگاری برای فرابینی و شناخت بهتر و دقیق‌تر فعالیت‌های لرزه‌ای ایران و منطقه.
- انجام کلیه امور مربوط به نظارت لرزه‌ای، مرکز ملی داده‌های ایران (NDC) وابسته به معاهده جامع منع آزمایش‌های هسته‌ای.
- مطالعه و تحقیق جامع تحلیلی، تجربی، صحرایی و آزمایشگاهی در زمینه‌های روانگرایی، زمین‌لغزه، تأثیر ساختگاه در حرکت قوی زمین، اندرکنش خاک و سازه، پهنه‌بندی و ریزپهنه‌بندی ژئوتکنیکی، تهیه نقشه‌های مربوط و سایر موارد مرتبط.
- مطالعه و تحقیق نظری به منظور نوآوری و توسعه در روش‌های تحلیل و طراحی مکانیک خاک و مهندسی پی با تأکید بر بارگذاری‌های دینامیکی در زمینه مدل‌های رفتاری، مکانیک خاک محیط‌های متخلخل چند فازی، رفتار ابنیه خاکی و موارد مشابه.
- مطالعه و تحقیق جامع تحلیلی، تجربی، میدانی و دستگاهی ایمن‌سازی لرزه‌ای ساختمان‌ها، شریان‌های حیاتی، سازه‌های نیروگاهی، صنعتی، تأسیسات مهم مانند سدها، پل‌ها، مخازن، پالایشگاه‌ها و مشابه آنها.
- گسترش روش‌های طراحی لرزه‌ای، بنای ساختمان‌های جدید، مقاوم‌سازی ساختمان‌های موجود در برابر زلزله و تدوین آیین‌نامه‌ها و دستورالعمل‌های مربوط.
- توسعه فناوری جدید ساختمانی برای تولید نیمه صنعتی ساختمان‌های مقاوم در برابر زلزله.
- ایجاد، توسعه و بهبود امکانات آزمایشگاهی ثابت و صحرایی، تجهیزات اندازه‌گیری برای تحقق اهداف تحقیقاتی پژوهشگاه و نصب وسایل لازم اندازه‌گیری در ساختمان‌های مهم کشور.
- ساخت تجهیزات آزمایشگاهی و اندازه‌گیری صحرایی در زمینه‌های تحقیقاتی مرتبط.
- تحلیل جامع خطر زلزله، خطرپذیری شهرهای کشور، مدیریت خطرپذیری، تدوین روش‌های کاهش خطرپذیری و کمک به اجرای آن.
- برنامه‌ریزی کلان پژوهشی، آموزشی و فناوری مربوط به کاهش خطرپذیری کشور و مدیریت خطرپذیری و بحران (پیش‌گیری، آمادگی، امداد و نجات، پاک‌سازی و بازسازی) در برابر زلزله از نظر فنی، اقتصادی، اجتماعی و فرهنگی.
- توسعه فرهنگ ایمنی، پیش‌گیری و آمادگی در برابر زلزله در کلیه سطوح جامعه.
- تربیت نیروی متخصص با برگزاری دوره‌های کارشناسی ارشد و دکترا در زمینه فعالیت‌های پژوهشگاه.
- برگزاری دوره‌های آموزشی، کارگاه‌ها و همایش‌های ملی و بین‌المللی بر اساس ضوابط و مقررات جاری کشور.
- اطلاع‌رسانی جامع زلزله به متخصصان، مسؤولان و مردم.
- همکاری با واحدهای صنعتی، سازمان‌های اجرایی و جامعه مهندسی کشور از طریق ارائه خدمات مشاوره‌ای.
- همکاری علمی- پژوهشی و فناوری با مراکز تحقیقاتی و آموزشی داخل و خارج از کشور و سازمان‌ها و انجمن‌های علمی بین‌المللی با رعایت ضوابط و مقررات جاری.